# Пурцеладзе, Георгий Михайлович
Георгий Михайлович Пурцеладзе (1867—1924) — генерал-майор, герой Первой мировой войны.

## Биография
Родился 29 октября 1867 года, сын отставного генерал-майора Михаила Николаевича Пурцеладзе. Образование получил в Тифлисском кадетском корпусе, по окончании которого 30 августа 1886 года был принят в 3-е военное Александровское училище.
Выпущен 9 августа 1888 года подпоручиком в 3-ю Кавказскую туземную резервную кадровую дружину (впоследствии 207-й пехотный Новобаязетский полк). 9 августа 1892 года произведён в поручики, 6 мая 1900 года в штабс-капитаны. Далее Пурцеладзе прошёл курс наук в Николаевской академии Генерального штаба, которую окончил по 2-му разряду и вернулся в строй. 6 мая 1901 года произведён в капитаны.
В 1904—1905 годах Пурцеладзе принимал участие в русско-японской войне, за отличия был награждён орденами св. Анны 4-й степени и св. Станислава 3-й степени.
26 февраля 1908 года получил чин подполковника и 6 декабря 1911 года — полковника, командовал батальоном в 208-м пехотном Лорийском полку.
После начала Первой мировой войны Пурцеладзе был переведён командиром батальона в 207-й пехотный Новобаязетский полк, причём в ноябре 1914 года временно командовал этим полком. 17 марта 1915 года был назначен командиром 84-го пехотного Ширванского полка. 5 мая 1915 года он за отличие ещё в рядах Новобаязетского полка был награждён Георгиевским оружием
За то, что со 2 по 18 ноября 1914 г., командуя полком и находясь всё время в передовой линии, оборонял участок позиции у дд. Миров и Лутовец, неоднократно отбивал повторные, настойчивые сильнейшего противника и позиции не уступил.
Высочайшим приказом от 29 мая 1915 года командир Ширванского полка полковник Пурцеладзе был награждён орденом св. Георгия 4-й степени
За то, что, командуя полком в боях под крепостью Осовец, с 6 по 15 февраля 1915 г., подвергая свою жизнь опасности и имея против себя превосходные силы противника, несмотря на упорные атаки, удержал за собой имеющую особенно важную Сосненскую позицию и тем в значительной мере способствовал удачной защите крепости.
12 декабря 1916 года Пурцеладзе был произведён в генерал-майоры.
После Октябрьской революции Пурцеладзе уехал в Грузию и служил в армии Грузинской республики. Был расстрелян в Батуми сотрудниками ЧК вместе с другими участниками восстания против советской власти в 1924 году.

## Награды
Среди прочих наград Пурцеладзе имел ордена
- Орден Святой Анны 4-й степени (1905 год)
- Орден Святого Станислава 3-й степени (1905 год)
- Орден Святой Анны 3-й степени (1909 год)
- Георгиевское оружие (5 мая 1915 года)
- Орден Святого Георгия 4-й степени (29 мая 1915 года)

## Семья
Его братья Александр, Ираклий и Отар также служили в Российской императорской армии, первые двое за отличия в Первой мировой войне были награждены орденом св. Георгия 4-й степени.